# Cabera catharodes
Cabera catharodes là một loài bướm đêm trong họ Geometridae.